# Brou negre
El Brou negre (grec: μέλας ζωμός, melas zomós) era un plat tradicional espartà fet amb sang, vi i vísceres; ascendit a símbol de la frugalitat dels costums espartans, i el menjar fonamental consumit a la sissítia –menjar col·lectiu dels espartans–.
De fet la traducció «brou negre» no reflecteix plenament el significat del terme grec, que més literalment designa'n una «sopa negra»: es tractava de fet d'un guisat de carn de porc, enfosquit per l'addició de sang i vi. Encara que no s'ha conservat cap recepta d'aquest plat, es creu que incloïa també vinagre, perquè actués com emulsificant evitant que la sang del porc es coagulés durant la cocció.
Segons la llegenda, un home de Síbaris, una ciutat del sud d'Itàlia famosa pel seu luxe i golafreria, va dir després de tastar el brou negre que entenia per què els espartans estaven tan disposats a morir.

## Història
Plutarc, a la Vida de Licurg, conta que un rei de la regió del Pont, després d'haver sentit parlar d'aquesta famosa brou i sentint curiositat, va fer portar un cuiner espartà perquè ho preparés. En tastar-ho, ho va trobar pèssim, dient-li aleshores el cuiner que per gaudir-ho plenament calia banyar-se primer a l'Eurotes –el riu del Peloponès que passa per Esparta–, el que significava que calia apreciar els costums i tradicions espartanes, adaptant-se a un estil de vida simple i essencial.
El mateix Plutarc compta que els ancians espartans no menjaven carn –que es deixava els joves–, preferint alimentar-se gairebé exclusivament de brou negre.
Ateneu exemplifica la decadència d'Esparta assenyalant que els cuiners, acostumats a elaborar salses refinades, ja no eren capaços de preparar el brou negre.